# Franska protektoratet Laos
Franska protektoratet Laos var ett franskt protektorat i Laos 1893–1949 och en beståndsdel i Franska Indokina av vilket det utgjorde den nordvästra delen, gränsande till Siam, Brittiska Indien och Kina.
Det franska Laos var sedan 1895 delat i Övre Laos (med sex kommissariat) och Nedre Laos (med åtta kommissariat). Jorden var bördig och gav stora skördar av ris, bomull, indigo, tobak och frukter. Stora skogar av teak och andra värdefulla trädslag fanns, likaså mineralfyndigheter av värde (bland annat guld). Befolkningen utgjordes av lao.
Den enda naturliga infartsvägen i landet var Mekong, vars segelbarhet dock avbröts genom fallen vid Khon. Den franske residenten bodde i Vientiane vid Siams norra gräns.